# Harpalus progrediens
Harpalus progrediens is een keversoort uit de familie van de loopkevers (Carabidae). De wetenschappelijke naam van de soort werd in 1922 gepubliceerd door Erwin Schauberger.